# 遠藤幸吉 (実業家)
遠藤 幸吉（えんどう こうきち、1905年1月10日 - 1998年12月14日）は、日本の経営者。

## 経歴
北海道出身。1930年に東京帝国大学工学部電気科を卒業。電通での勤務を経て、1952年にラジオ東京に入社し、取締役を経て、1956年1月に常務に就任。
1963年に東京エレクトロン社長に就任。1974年には会長に就任。
1980年11月に勲三等瑞宝章を受章。
1998年12月14日老衰のために死去。93歳没。